# Heinrich Vestring der Jüngere
Heinrich Vestring der Jüngere (auch Henricus Wesstringius, * ca. 1603 in Tallinn; † 9. Apriljul. / 19. April 1643greg. in Kose) war ein deutsch-baltischer Pastor in Estland.

## Leben und Werk
Vestring studierte ab 1623 Evangelische Theologie an der Universität Rostock und schloss das Studium 1627 mit einer Disputation ab. Im selben Jahr legte er seinen Ordinationseid in der Kirche von Kose (deutsch Kosch) ab, wo er bis zu seinem Tode als Prediger wirkte. Seit 1639 war er Propst von Jerwen. Für das Hand= und Hauszbuch von Heinrich Stahl hat er einige estnische Lieder übersetzt.
Der aus Ahaus stammende und in Estland tätige Pastor Heinrich Vestring war sein Vater, Johann Vestring, Pastor in Pärnu, war sein Sohn und Salomo Heinrich Vestring sein Enkel.